# 柏原竜二
柏原 竜二（かしわばら りゅうじ、1989年7月13日 - ）は日本の陸上競技元選手、スポーツ解説者・ナビゲーター。現役時代の陸上専門種目は主に長距離走・駅伝競走。福島県いわき市出身。愛称は「かっしー」、「新・山の神」、「2代目・山の神」「山の神童」。妻は、BS11アナウンサーの八木菜緒で、2児の父。
福島県立いわき総合高等学校、東洋大学経済学部卒業。身長174cm、体重55kg。
大学時代に世界ジュニア陸上競技選手権大会10000m7位、ユニバーシアード10000m8位など日本代表として活躍し、箱根駅伝では往路5区山上りで4年連続で区間賞を獲り3回区間記録を更新した。

## 経歴

### 高校時代まで
小学校時代はソフトボール部に所属。本人によれば、兄弟が皆ソフトボールをやっていたため、半ば強制的にやらされていただけで「全くうまくなかったし面白くなかった」が、チームの人数が常に不足気味だったため辞めさせてもらえず4年間続けることになった。小学校時代も持久走は得意で、校内では負けなしだった。ただ両親には全く褒められなかったという。
2002年、中学校に進学したのを機に、本格的に陸上競技を始める。兄や知己に野球経験者が多く、自身もソフトボール経験者のため、周囲からは野球部に入部するだろうと思われていたが、兄と比較されるのを嫌って陸上競技の道を選択した。また当時はスポーツ全般が嫌いで、本当は帰宅部になりたかったが、母親から「帰宅部だけはやめなさい」と言われ、同じ小学校の先輩からの誘いで陸上部に入ったという。3年では全国中学校選手権に3000mで出場した。
2005年、福島県立いわき総合高等学校に進学。インターハイ、国体、全国高校駅伝のいずれにも出場経験がなかった。
貧血体質が原因で競技途中に失速することが多かったが、薬の服用と食生活の改善によりこれを克服しており、高校3年生の夏以降競技成績が躍進し始めた。7月の福島県総体5000mで2位、東北総体5000mでは3位に入賞。12月1日の日体大長距離記録会5000mでは、かつて今井正人が記録した福島県高校記録の14分07秒44を塗り替える14分01秒50をマークした。2008年の全国都道府県対抗男子駅伝競走大会（ひろしま男子駅伝）では1区区間賞を獲得した。

### 大学時代
高校卒業後は就職するつもりであった。しかし柏原は当時高校2年時に第83回箱根駅伝で1区区間新記録を出した佐藤悠基に最初から果敢に挑んでいた大西智也の走りを見て東洋大学に興味を持った。現在の東洋大学監督でOBの酒井俊幸に相談し、貧血を治ししっかり走れと言われたので、嫌いな白身魚を食べ牛乳も飲んだ。結局柏原は就職せず東洋大学へ進学した。
1年次
1年次ながら2008年の関東インカレ10000mではメクボ・ジョブ・モグス、ギタウ・ダニエルについで日本人トップとなる3位入賞を果たした。5000mでも5位入賞となった。その後アジアジュニア陸上競技選手権大会では5000m2位、世界ジュニア陸上競技選手権大会では10000m7位の成績を残した。
秋には東洋大学・鉄紺のタスキを掛け大学駅伝デビューを飾り、第20回出雲駅伝では1区（8.0km）を走り区間2位。第40回全日本大学駅伝では大西智也から先頭でタスキを受けると、2区（13.2km）を2007年竹澤健介が刻んだ区間記録に2秒差と迫るタイムで走り、木原真佐人と区間賞を分け合った。12月、入学以来指導を受けていた川嶋伸次が監督を辞任した。
2009年1月2日、第85回箱根駅伝では5区（23.4km）山登り区間の選手として箱根路を走った。2007年に今井正人が残した同5区区間記録を47秒更新する走りで8校をごぼう抜きし、4分58秒差を逆転し、東洋大学の往路逆転優勝そして初の総合優勝に貢献し、この年の「金栗四三杯」を受賞した。
2009年3月、最後の開催となった京都シティハーフマラソンでは男子招待選手としてハーフマラソンに初出走、男子の部で優勝を果たした。
2年次
2009年5月の関東インカレでは10000m・5000mともダニエルに次ぐ2位入賞を果たした。この結果を受けてセルビア・ベオグラードで開催されるユニバーシアード10000m代表に選出された。体調不良があり、6月の第93回日本選手権を回避しユニバーシアードに専念。7月8日、宇賀地強と共に出場したユニバーシアード10000mでは8位の成績を残した。
10月、第21回出雲駅伝でも前年に続いて1区を走り、2007年に上野裕一郎が刻んだ区間記録タイのタイムで区間2位の成績を残した。11月1日の第41回全日本大学駅伝では1区（14.6km）を走り、出雲に続いてキラグ・ジュグナ（第一工業大学）に次ぐ区間2位となった。11月23日、第21回国際千葉駅伝には日本学生選抜として出場、ここでも1区（5.0km）にエントリー。2005年世界陸上選手権5000m銅メダリストクレイグ・モットラム（オーストラリア代表）や上野らと走り、スタートから果敢に飛ばして区間5位。日本学生選抜のスターターとして結果を残し、準優勝の一員となった。
2010年1月2日、第86回箱根駅伝では前年に続いて、山登りの5区を出走。トップの明治大学から4分26秒差で柏原は7位で襷を受け取るがスタートから6人ごぼう抜きの快走、13km付近で一気に首位に立つ。さらになおかつ2位の山梨学院大学には3分36秒の大差をつけた。結果昨年自身の打ちたてた区間記録を10秒更新、東洋大学の2年連続往路優勝に貢献する。翌日の1月3日も東洋大学は2年連続での箱根駅伝総合優勝を果たし、柏原も前年に続いて2回目の「金栗四三杯」を受賞した。
3年次
春先に右膝を痛めて以降不調に苦しみ、2010年10月の第22回出雲駅伝では出走メンバーから外れた。この時酒井監督は現地にも柏原を連れて行かず、東京の白山キャンパスで授業を受けさせていたと言われている。11月の第42回全日本大学駅伝では2区で区間4位となった。
2011年1月2日、総合三連覇を懸けた第87回箱根駅伝では三度目の5区に出走。トップ早稲田大学と2分54秒差の3位で襷を受け取り、前年自らが記録した区間記録に45秒及ばずも、16kmすぎに首位に立ちそのままゴール、3年連続往路優勝を達成し、さらに往路大会新記録も達成した。東洋大学は復路で逆転を許して総合2位となった。
4年次
全日本大学駅伝でアンカーとして襷を受け1分40秒差でトップの駒澤(窪田忍)を追った。自身は区間賞となる走りを見せたが結局30秒差で追いつかず柏原はこのときのみ人前で涙を流したと言われている。2012年1月2日、第88回箱根駅伝では4年連続4回目の5区に出走。初めて首位で襷を受け取り、その後も独走。2010年に自身が作った区間記録1時間17分8秒を29秒上回る1時間16分39秒で走り、4年連続往路優勝で、前年記録した往路大会記録も更に更新した。4年連続の区間賞は史上8人目だが、同一区間では大久保初男（5区、第50回-第53回）以来35年ぶり2人目となる。また、これにより在学中4年間の記録で5区区間記録の1～4位を独占することとなった。翌日の1月3日も東洋大学は箱根駅伝総合優勝を大会新記録で果たし、2年ぶり3回目の「金栗四三杯」を受賞した。往路2位の早稲田大学には5分7秒の大差をつけ、更に20大学中13大学が翌日の繰上げスタートとなった。2位と5分以上の大差がついたのは24年ぶりであり、また、繰り上げスタートが10大学以上になったのは18年ぶりである。
第90回箱根駅伝後の2014年2月7日をもって従来の5区及び6区の通過点となっていた函嶺洞門が通行禁止となり、第91回大会（2015年）から函嶺洞門バイパスへとコースが変更となり、距離も20メートル延長された。これに伴い、柏原の記録を含む第90回大会以前の5区・6区の区間記録と往路・復路・総合記録は参考記録となった。なお、2015年・第91回箱根駅伝の新5区では青山学院大学の神野大地が、1時間16分15秒の驚異的なタイムを達成して総合優勝にも貢献し、のちに今井・柏原に続いて「三代目・山の神」とも称された。

### 社会人入り・現役引退後
2012年4月1日に富士通に入社し同陸上競技部に入部。
2015年9月、シドニーマラソンにて初マラソン。
しかし、アキレス腱や仙腸関節など相次ぐ故障に悩まされ、2017年4月3日に27歳で現役引退を発表（富士通陸上競技部は同年3月31日付で退部）。富士通は退社せず、社業に専念する。引き続き陸上教室やゲストランナーなども、依頼があれば可能な限り対応する。また、これと平行して強化運動部を知る一環で2019年3月までアメリカンフットボールチーム「富士通フロンティアーズ」のマネージャーに就任していた。
2019年4月16日、BS11アナウンサーの八木菜緒と結婚したことを発表した。
2019年10月から12月は文化放送『スポーツダッシュ NEXT』内の箱根駅伝企画コーナー「箱根駅伝への道」のナビゲーターとしてレギュラー出演。これまで同局の番組には解説者やゲストとしての出演はあったが、番組ナビゲーターはこれが初となった。文化放送では後述のようにアニメ好きという趣味がある関係からA&G関連番組へのゲスト出演も多く、2021年4月から6月まで『A&Gリクエストアワー 阿澄佳奈のキミまち!』内の箱番組『柏原竜二の文化放送サブカル会』のパーソナリティを担当した。
第97回箱根駅伝の開催2日前の2020年12月31日、妻の八木が第1子女児を出産し、1児の父親となった。
年度下半期のプロ野球オフシーズンのうち、10月-翌年1月にかけて、文化放送のワイド番組内にフロート番組で放送されている『箱根駅伝への道』のパーソナリティーを務めており、2023年度（2023/10-2024/3予定）には『文化放送スポーツスペシャル・”山の神”が突っ走る 柏原竜二の学ラン!』（火曜日18時-18時45分）も担当する。
2024年4月より、富士通に在籍して業務をつづけながら、東洋大学大学院に進学して社会心理学を学ぶことを発表した。

## 人物・エピソード
- 同じ中学校で陸上をやっていた双子の兄がいる。
- 大学1年の関東インカレ5000m以後、大学2年の全国都道府県対抗男子駅伝までは国内の同一レースで日本人大学生相手には負けなしだった。
- 大学1年・2年時の夏合宿では新潟県長岡市の旧・山古志村の起伏を走り込み、脚力に磨きをかけた。
- 箱根駅伝5区に4年連続出場し、4年連続の区間賞に加え、区間記録を3度更新したことなどから「山の神」と呼ばれた。一方、本人は山の神という呼び名については「駅伝だけを評価されているようで好きではない、平地での走りも見てほしい」と度々述べている[16][17][18]。2024年1月2日に公開されたサッポロビール第100回箱根駅伝オリジナルCMでは、このうち第85回大会の1シーンが起用され、今井正人らと共演を果たしている[19]。
- 1年時に5区の区間新を出した直後から「人生が一変」し、通学時の電車内で知らない人から頻繁に声をかけられるなど街中でも注目を集めるようになった。本人曰く「本来人見知りで、周りからどう見られるかを気にするタイプ」のため、なかなか環境の変化に順応できず苦労したという。[20]
- 4年間5区を走りきった後に、「僕がつらいのは一時間ちょっと。でも福島の皆さんはもっとつらい思いをしている。そう考えたら全然つらくなかったです」と述べ、故郷福島の方々に感謝の気持ちを述べている。
- 趣味に漫画、アニメ、ゲームを挙げている[21]。特に声優の花澤香菜のファン[22]。好きな作品には『デュラララ!!』『夜桜四重奏』や『ハヤテのごとく!』、『とらドラ!』などを挙げている[23]。また『夜桜四重奏 〜ホシノウミ〜』の主題歌である「kid,I like quartet」を好んで聴いており、それをきっかけとして楽曲の作者である田淵智也（UNISON SQUARE GARDEN）が応援曲として「ジェットロケット」を作詞・作曲している[24]。ツイッターのアイコンを親交のある漫画家のふるかわしおりが手がけたり、声優とのやり取りも多々見られる。
- 文化放送アナウンサーの松島茂とは、東洋大学時代に取材を受けてからの仲で、卒業後も交流を続けていた。2020年2月の松島の死去を受けた追悼文では松島にまつわるエピソードとして、「大学3年時、個別取材の時に「これだけを渡すためだけに来た」と声優のサイン色紙を紙袋に入れて渡して、軽く質問して去って行った」「東日本大震災直後に『岩本勉のまいどスポーツ』で福島への思いを話さないかとオファー、慣れない生放送後もフォローしてくれた」「陸上引退後、出演オファーをかけられるも、当時アメフト部マネージャー就任が決まっており、そのことを明かせない関係で取材等を断っていたものの、他社が離れていく中可能な時期まで待ってくれていた」などを明かしている[25]。また、『まいどスポーツ』で当時文化放送アナウンサーとして松島と共演し、柏原同様アニメファンである八木菜緒を松島が引き合わせ、最終的に結婚に至り『まいどスポーツ』で結婚報告が行われたほか、前述の「箱根駅伝への道」番組ナビゲーター出演についても、松島が尽力したことで就任が実現したことも明かされている[25][26]。
- 2012年2月、東日本大震災の支援について、全国に感謝の広告を福島県が出稿。広告上に福島県人として出演した。

## 戦績・記録

### 主な戦績
2008年
| 大会                             | 種目   | 順位              | 記録       | 備考 |
| -------------------------------- | ------ | ----------------- | ---------- | ---- |
| 関東インカレ1部                  | 10000m | 3位(日本人トップ) | 28分44秒42 |      |
| 関東インカレ                     | 5000m  | 5位               | 13分58秒28 |      |
| アジアジュニア陸上競技選手権大会 | 5000m  | 2位               | 14分52秒05 |      |
| 世界ジュニア陸上競技選手権大会   | 10000m | 7位               | 29分31秒52 |      |

2009年
| 大会             | 種目   | 順位              | 記録       | 備考 |
| ---------------- | ------ | ----------------- | ---------- | ---- |
| 関東インカレ1部  | 10000m | 2位(日本人トップ) | 28分44秒97 |      |
| 関東インカレ1部  | 5000m  | 2位(日本人トップ) | 13分48秒54 |      |
| ユニバーシアード | 10000m | 8位               | 28分38秒48 |      |

### 大学駅伝戦績
| 学年             | 出雲駅伝                                  | 全日本大学駅伝                            | 箱根駅伝                                    |
| ---------------- | ----------------------------------------- | ----------------------------------------- | ------------------------------------------- |
| 1年生 (2008年度) | 第20回 1区-区間2位(日本人トップ) 23分09秒 | 第40回 2区-区間賞 37分44秒                | 第85回 5区-区間賞(区間新記録) 1時間17分18秒 |
| 2年生 (2009年度) | 第21回 1区-区間2位(日本人トップ) 22分50秒 | 第41回 1区-区間2位(日本人トップ) 43分08秒 | 第86回 5区-区間賞(区間新記録) 1時間17分08秒 |
| 3年生 (2010年度) | 第22回 ー－ー 出走なし                    | 第42回 2区-区間4位 38分15秒               | 第87回 5区-区間賞 1時間17分53秒             |
| 4年生 (2011年度) | 第23回 1区-区間6位 23分21秒               | 第43回 8区-区間賞 57分48秒                | 第88回 5区-区間賞(区間新記録) 1時間16分39秒 |

### 実業団駅伝戦績
| 年   | 大会             | 所属   | 区間 | 区間順位 | 記録     | 備考               |
| ---- | ---------------- | ------ | ---- | -------- | -------- | ------------------ |
| 2013 | ニューイヤー駅伝 | 富士通 | 6区  | 区間4位  | 37分48秒 | 実業団駅伝デビュー |
| 2013 | 東日本実業団駅伝 | 富士通 | 4区  | 区間2位  | 29分17秒 |                    |
| 2014 | 東日本実業団駅伝 | 富士通 | 7区  | 区間4位  | 40分45秒 |                    |
| 2015 | ニューイヤー駅伝 | 富士通 | 5区  | 区間7位  | 48分06秒 |                    |
| 2016 | ニューイヤー駅伝 | 富士通 | 5区  | 区間9位  | 48分31秒 |                    |

## 自己記録
- 5000m - 13分48秒54 （2009年5月 関東インカレ2位）
- 10000m - 28分20秒99 （2009年4月 兵庫リレーカーニバル2位）
- ハーフマラソン - 1時間03分16秒 （2009年3月 京都シティハーフ優勝）
- マラソン - 2時間20分45秒 （2015年9月 シドニーマラソン7位）

## 受賞
- 第85回箱根駅伝 金栗四三杯受賞
- 第86回箱根駅伝 金栗四三杯受賞
- 第88回箱根駅伝 金栗四三杯受賞